# Lévay József
Lévay József (Sajószentpéter, 1825. november 18. – Miskolc, 1918. július 4.) költő, műfordító, a Magyar Tudományos Akadémia tagja.

## Élete
1836–1846 között Miskolcon járt gimnáziumba, majd Késmárkon jogot hallgatott. 1847-ben Miskolcon joggyakornok lett. Szemere Bertalan írnokaként részt vett az 1848-as pozsonyi országgyűlésen. A forradalom alatt végig Szemere mellett maradt, csak Aradon váltak el. 1850 februárjáig szüleinél bujkált, majd Pestre utazott, és Bátor Miklós álnév alatt újságíró volt. Ekkoriban ismerkedett meg Arany Jánossal, akivel életre szóló barátságot kötöttek, és ebben az időszakban jelentek meg első versei is.

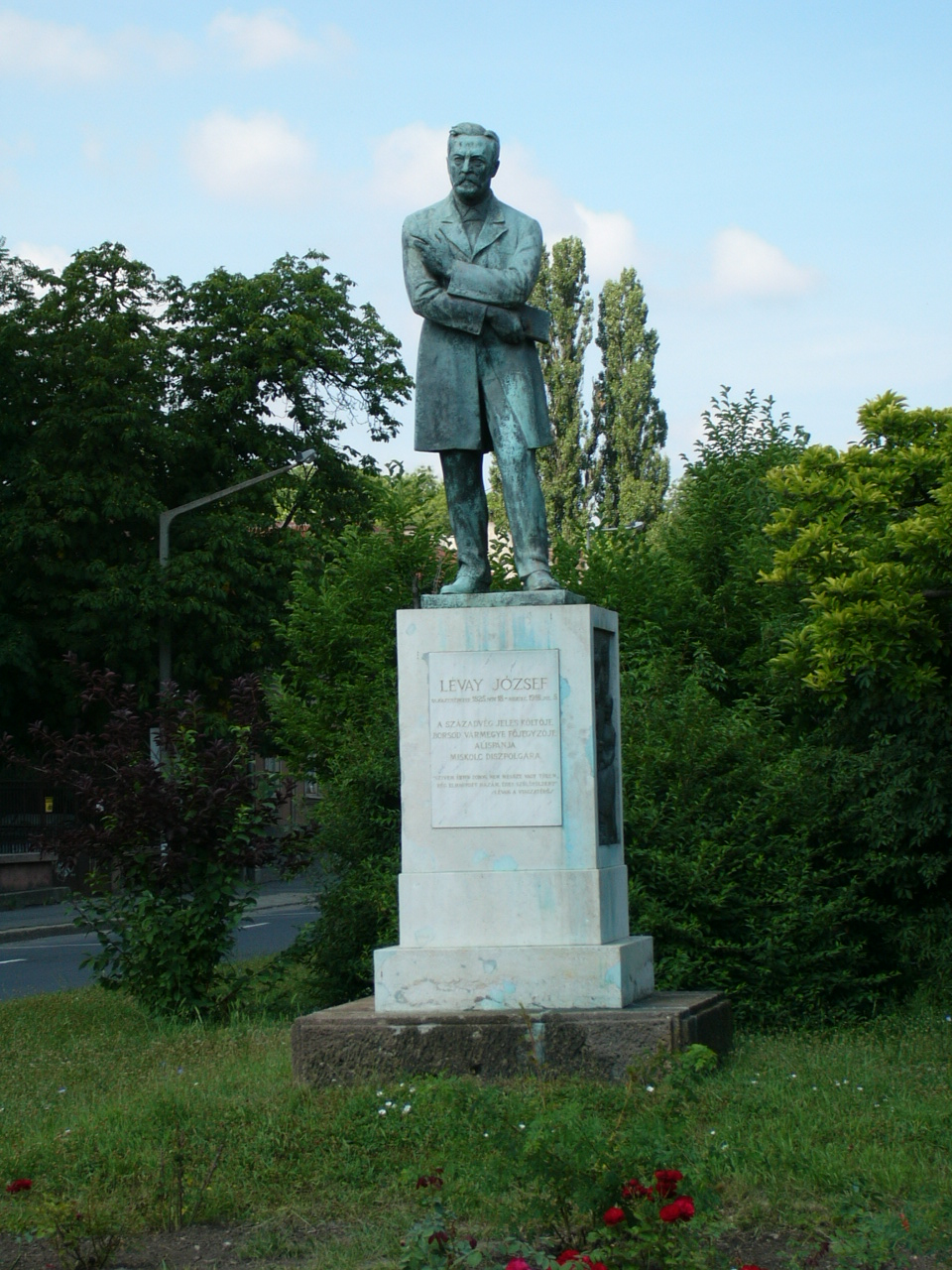
Lévay József szobra Miskolcon

1852-ben visszatért Miskolcra, és 1860-ig a református gimnázium magyar-latin szakos tanára volt. Ekkor Borsod vármegye első jegyzője lett, de a tanítással csak 1865-ben hagyott fel teljesen, amikor a főispán főjegyzővé nevezte ki. 1895-ben Borsod vármegye alispánja lett, de 1896 elején nyugdíjba vonult. 1918-ban halt meg; végakaratának megfelelően a sajószentpéteri református temetőben, szülei mellett helyezték örök nyugalomra.
Bár korának népszerű és elismert művésze volt, mára elfeledte az utókor. Költészetére a keresetlen egyszerűség jellemző (amely nem azonos sem a petőfieskedő, Szabolcska-féle népieskedéssel, sem a parlagiassággal), a vidéki élet apróbb-nagyobb örömeinek megéneklése (akárcsak az antik költők némelyikénél, mint például Horatius); a kordivatot sosem követte; valamint a magyaros (rímes, pergő ritmusú, ütemhangsúlyos) versformák használata. Műfordítóként Robert Burns verseit, Seneca műveit, két Molière-darabot, Shakespeare-től többek között A makrancos hölgyet, a IV. Henrik egyes részeit, a Vízkereszt, vagy amit akartok című darabokat fordította magyarra.

## Kitüntetések, társadalmi elismerések
- 1862 – a Kisfaludy Társaság tagja lesz.
- 1863 – az Akadémia levelező tagja.
- 1883 – az Akadémia rendes tagjává választják.
- 1890 – aranytollal tüntetik ki, negyedszázados főjegyzői munkásságának elismeréseként (ezt ma a Herman Ottó Múzeum őrzi).
- 1910 – Miskolc város díszpolgára.
- 1912 – a Budapesti Tudományegyetem tiszteletbeli doktorrá avatta.
- 1913 – Miskolcon még életében utcát neveznek el róla, ami rajta kívül csak Jókai Mórral fordult elő.
- 1915 – neki ítélik az Akadémia nagydíját.
- Sajószentpéter díszpolgára
- 1934-ben Miskolcon szobrot állítottak neki
- Jelenleg Miskolcon az 1993-ban alapított Lévay József Református Gimnázium viseli a nevét. Korábban ugyanezt a nevet viselte a több mint 450 éves múltra visszatekintő Lévay József Gimnázium, a mai Földes Ferenc Gimnázium egyik jogelődje.

## Emlékezete

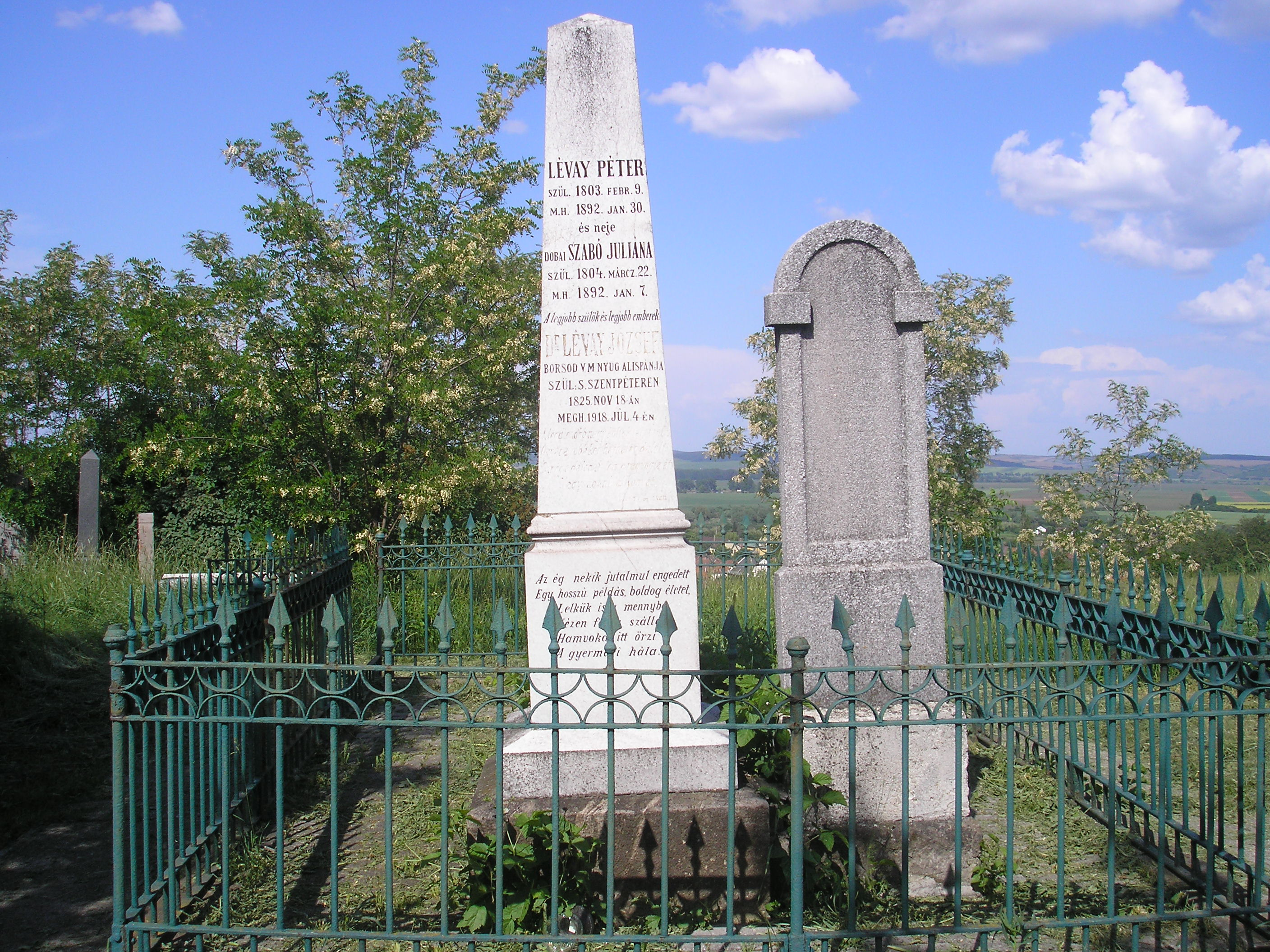
Lévay József és szülei sírja Sajószentpéteren

Sajószentpéteren könyvtár viseli a nevét és egy mellszobra is van a városban.
Miskolcon utca viseli a nevét a Népkertben. A Herman Ottó Múzeum őrzi a Lévay-hagyatékot, a múzeum egyik legnagyobb dokumentum- és tárgyi együttesét.  1935–1950 közt nevét viselte a református gimnázium, a mai Földes Ferenc Gimnázium egyik jogelődje. 1993-ban az összevonás előtti régi Lévay gimnázium épületében ismét létrejött egy Lévay József Református Gimnázium. Szintén a nevét viseli a Lévay József Muzeális Könyvtár, illetve egy szobra is áll Miskolcon, a Palóczy utca Kossuth utcai torkolatánál.
A megye több más településén – többek közt Alsózsolcán, Arnóton, Edelényben, Ongán, Tiszaújvárosban – is viseli utca a nevét. Korábban Diósgyőrben is volt Lévay utca, ezt 1947-ben, a település Miskolchoz csatolása után változtatták meg Lankás utcára.

## Művei
- 1. Emlékdalok de la Grange asszonynak. Pest, 1850
- 2. Lévai József költeményei. I. kötet. Pest, 1852 (Ismeretés Hölgyfutár 162. sz. P. Napló 703-705. sz.)
- 3. Lévai József ujabb költeményei. Pest, 1856 (Ismertetés Pesti Napló 411., Hölgyfutár 134. sz.)
- 4. Vezérhang (prolog) Kazinczy Ferencz születésének évszázados emlékünnepén, 1859. okt. 27. a miskolci nemzeti szinházban felolvasta Molnár György. Miskolc
- 5. Széchenyi-gyász Borsodvármegye szivében, Miskolczon 1860. ápr. Pest, 1860 (névtelenül)
- 6. Titus Adronicus. Ford. Pest, 1865 (Shakespeare minden munkái IV.)
- 7. A makranczos hölgy. Ford. Pest, 1866 (Shakespeare minden munkái VII. Először adatott 1868. szeptember 11-én a nemzeti szinházban)
- 8. Szemere Bertalan emlékezete. Miskolc, 1870
- 9. Vizkereszt vagy A mit akartok. Ford. Pest, 1871 (Shakespeare minden munkái XI. Először 1879. okt. 26. a nemzeti szinházban)
- 10. IV. Henrik király. I., II. rész. Ford. Pest, 1867 (Shakespeare minden munkái XV.)
- 11. V. Henrik király. Ford. Pest, 1870 (Shakespeare minden munkái XVI. Shakespeare munkái 4., és 11. k. 2. kiadás. Pest, 1880, 1882)
- 12. Luceus Annaeus Seneca vigasztalása Marciához. Ford. Budapest, 1874 (Ism. Egyet. Philol. Közlöny 1895)
- 13. Lévay József összes költeményei 1846–1880. Budapest, 1881, arckép, két kötet (Ismertetés Pesti Napló 80., Főv. Lapok 46., Ellenőr 99., 101., 105. sz. Koszorú V., Budapesti Szemle XXVII.)
- 14. Deák Ferencz emlékezete. Miskolc, 1876
- 15. Médicerte. Budapest, 1881 (Molière vígjátékai IX.)
- 16. Don Juan. Psyche. Víg pásztorjáték és a Versaillesi rögtönzés. Budapest, 1883 (Molière vígjátékai X.)
- 17. Bozzai Pál irodalmi hagyományai. Szerző életrajzával. Budapest, 1886 (Olcsó Könyvtár 212.)
- 18. Burns Róbert költeményei. Ford. ... Kiadja a Kisfaludy-társaság. Budapest, 1892, arczk.
- 19. Carlyle: Burns. Ford. Budapest, 1892 (Olcsó Könyvtár 312.)
- 20. Lévay József ujabb költeményei. Kiadja a Kisfaludy-társaság. Budapest, 1898. (Ism. 1899. Egyetértés, 307., Politikai Heti Szemle 49., Kolozsvári Lapok 1., Magyar Kritika II. 5. szám, Budapesti Szemle XCVIII.)
- 21. Emléklapok Vajai báró Vay Miklós életéből, bevezetéssel. Budapest, 1899 (Ism. Vasárnapi Ujság 6. sz.)
- 22. Lévay József utolsó versei: 1909–1918. Budapest, 1925 (halála után jelent meg)
- Visszatekintés. Életrajzom; sajtó alá rend. Balázs Győző; Református Reálgimnázium, Miskolc, 1935
- A völgyben maradtam. Lévay József verseiből; vál. Kovács Ferencné; TIT Borsod-Abaúj-Zemplén Megyei Szervezete–Borsod Abaúj-Zemplén Megyei Levéltár, Miskolc, 1987
- Visszatekintés; sajtó alá rend. Balázs Győző, szerk. Csorba Csaba; Borsod-Abaúj-Zemplén Megyei Levéltár, Miskolc, 1988
- Lévay József versei. Mezey István grafikáival; szerk., előszó Horváth Barna; Péteri Szavak, Sajószentpéter, 1993
- Szentpéteri üres fészek. Lévay József naplója, 1-2.; szerk. Porkoláb Tibor, sajtó alá rend. Domján Annamária et al.; Borsod-Abaúj-Zemplén Megyei Levéltár–Herman Ottó Múzeum–Miskolci Egyetem Textológiai Műhelye, Miskolc, 2001
  - 1. 1892–1907
  - 2. 1908–1917
- Lévay József emlékódái és emlékbeszédei; sajtó alá rend. Porkoláb Tibor; II. Rákóczi Ferenc Megyei és Városi Könyvtár, Miskolc, 2018